# Champs-sur-Marne
Champs-sur-Marne es una comuna francesa, situada en el departamento de Sena y Marne, y a su vez en la región de Isla de Francia.
Es una ciudad de talla mediana que forma parte de la "ciudad nueva" de Marne-la-Vallée. Un 50 % de su superficie está formada por espacios verdes y lagos, y cuenta además con un castillo, que fue reconstruido a lo largo de los siglos XVII y XVIII, donde llegó a vivir Madame de Pompadour.

## Demografía
La ciudad de Champs-sur-Marne augmentó bruscamente a partir del final de los 70, como consecuencia de la creación de las "nuevas ciudades", atrayendo a habitantes de los suburbios cercanos procedentes del área metropolitana de París.
Por entonces, residencias y barrios enteros fueron creados, como los barrios "Bois de Grâce" o "Pablo Picasso", y la residencia "Les Terrasses de la Vallée".
Los habitantes son llamados en francés Campésiens, y según las estimaciones de 2006, alcanzaban el número de 25 407 personas.
| 333                       | 310 | 320 | 330 | 443 | 522 | 493 | 445 | 494 | 580 | 700 | 710 | 813 | 929 | 1 106 | 1 356 | 1 558 | 1 633 | 1 786 | 1 797 | 1 580 | 1 674 | 2 162 | 2 622 | 2 310 | 2 918 | 3 793 | 4 446 | 5 095 | 16 739 | 21 611 | 24 586 | 24 499 | 24 333 |
| (Fuente: INSEE y Cassini) |     |     |     |     |     |     |     |     |     |     |     |     |     |       |       |       |       |       |       |       |       |       |       |       |       |       |       |       |        |        |        |        |        |

## Administración

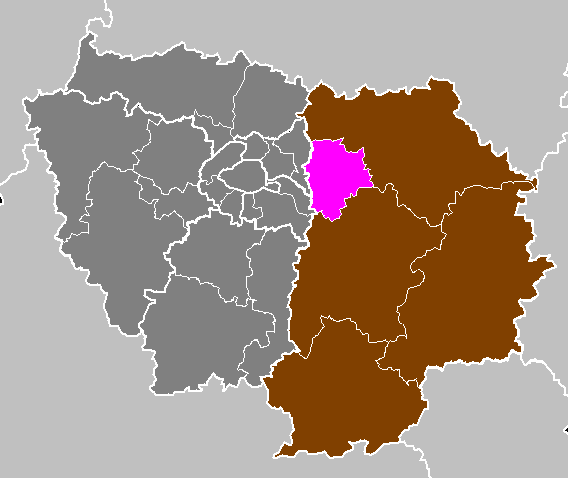
Mapa del departamento de Sena y Marne resaltando el distrito de Torcy.

Sobre el plano de Isla de Francia adjunto, el departamento de Sena y Marne en el que está situado Champs-sur-Marne, aparece en marrón, y en rosa el distrito de Torcy. A nivel legislativo, el cantón de Champs-sur-Marne pertenece a la octava circunscripción de Sena y Marne.
Con las  comunas vecinas de Croissy-Beaubourg, Émerainville, Lognes, Noisiel y Torcy, Champs-sur-Marne forma el Sindicato de la nueva aglomeración de Val-Maubé, llamado también "Val Maubuée".
Son a destacar determinadas instituciones que tienen actualmente su sede en Champs-sur-Marne.

### Centros científicos
- Laboratorio de investigación de monumentos históricos (Laboratoire de recherche des monuments historiques, LRMH), un servicio del Ministerio de cultura dependiente de la dirección de la arquitectura y del patrimonio (Direction de l'architecture et du patrimoine, —DAPA—).

- Centro científicos y técnico del edificio (Centre scientifique et technique du bâtiment, CSTB), establecimiento público de carácter industrial y comercial creado en 1947 y dependiente del Ministerio de Transportes

### Instituciones educativas
Numerosas escuelas universitarias están situadas también en Champs-sur-Marne, principalmente agrupadas en el Campus Descartes, a su vez emplazado en la zona llamada Polytechnicum de Marne-la-Vallée :
- École nationale des ponts et chaussées (ENPC), perteneciente al selecto grupo de las Grandes Escuelas
- École supérieure d'ingénieurs en électronique et électrotechnique (ESIEE)
- Ingénieurs 2000 (especialidades de ingeniería mecánica, redes informáticas y fiabilidad y mantenimiento de los procesos industriales.
- Universidad de Marne-la-Vallée (UMLV)
- École d'architecture de la ville et des territoires à Marne-la-Vallée
- École nationale des sciences géographiques (ENSG)
- ESIEE Management
- IUT de Marne-la-Vallée
- Institut Français d'Urbanisme (IFU)

## Patrimonio Cultural
- La iglesia

La iglesia de Champs-sur-Marne situada al lado del ayuntamiento y del presbiterio, en pleno centro de la ciudad, aparece por primera vez mencionada en el siglo VII, en el libro de los Milagros de San Babolein
- El presbiterio

El presbiterio, rehabilitado en 2001, está situado frente a la iglesia.
- El castillo

El castillo de Champs-sur-Marne está clasificado como palacio nacional y monumento histórico. Sus principales atractivos son su parque a la inglesa, su jardín a la francesa y su mobiliario. Fue la marquesa de Pompadour quien hizo amueblar todo el castillo en el siglo XVIII.

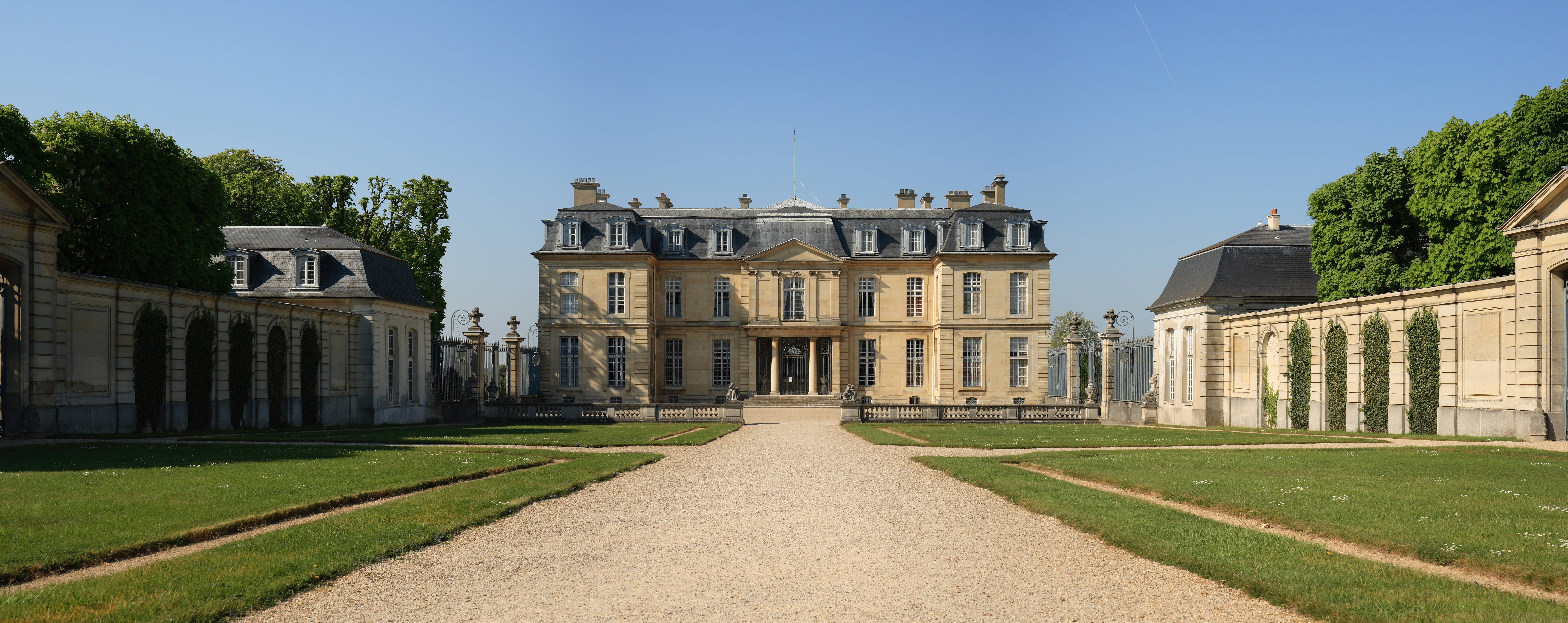
El castillo de Champs-sur-Marne.

## Ciudades hermanadas
- Cuart de Poblet ( España)
- Bradley Stoke ( Reino Unido)